# (35075) 1989 XW1
(35075) 1989 XW1 es un asteroide perteneciente al cinturón de asteroides descubierto el 2 de diciembre de 1989 por Eric Walter Elst desde el Observatorio de La Silla, Chile.

## Designación y nombre
Designado provisionalmente como 1989 XW1.

## Características orbitales
1989 XW1 está situado a una distancia media del Sol de 3,047 ua, pudiendo alejarse hasta 3,354 ua y acercarse hasta 2,739 ua. Su excentricidad es 0,100 y la inclinación orbital 9,894 grados. Emplea 1942,72 días en completar una órbita alrededor del Sol.

## Características físicas
La magnitud absoluta de 1989 XW1 es 13,5. Tiene 7,033 km de diámetro y su albedo se estima en 0,171. 